# Kormisoch
Kormisoch (en bulgare : Кормисош), né la deuxième moitié du VIIe siècle et décédé en 756, est un monarque bulgare.

## Biographie
Avec la mort du khan Sevar, la famille Dulo, jusqu'alors au pouvoir, s'éteint et la famille Vokil entre en scène. Kormisoch a probablement pris le pouvoir par un coup d'état, ou bien la famille Dulo s'est éteinte naturellement et Kormisoch a pris le pouvoir sans violence.
À l'époque du règne de Kosrmisoch, une paix relative régnait entre la Bulgarie et Byzance. Tout a changé lorsque l'empereur byzantin Constantin V refuse de payer à Kormisoch un tribut pour les forteresses situées près de la frontière bulgare. Le khan attaque ensuite la Thrace avec son armée et atteint les murs extérieurs de Constantinople, mais il est repoussé et obligé de battre en retraite. Après cette défaite, Kormisoch signe un traité de paix avec Constantin. On pense que l'échec de l'expédition est également à l'origine de la chute de Kormisoch.

## Temps du règne

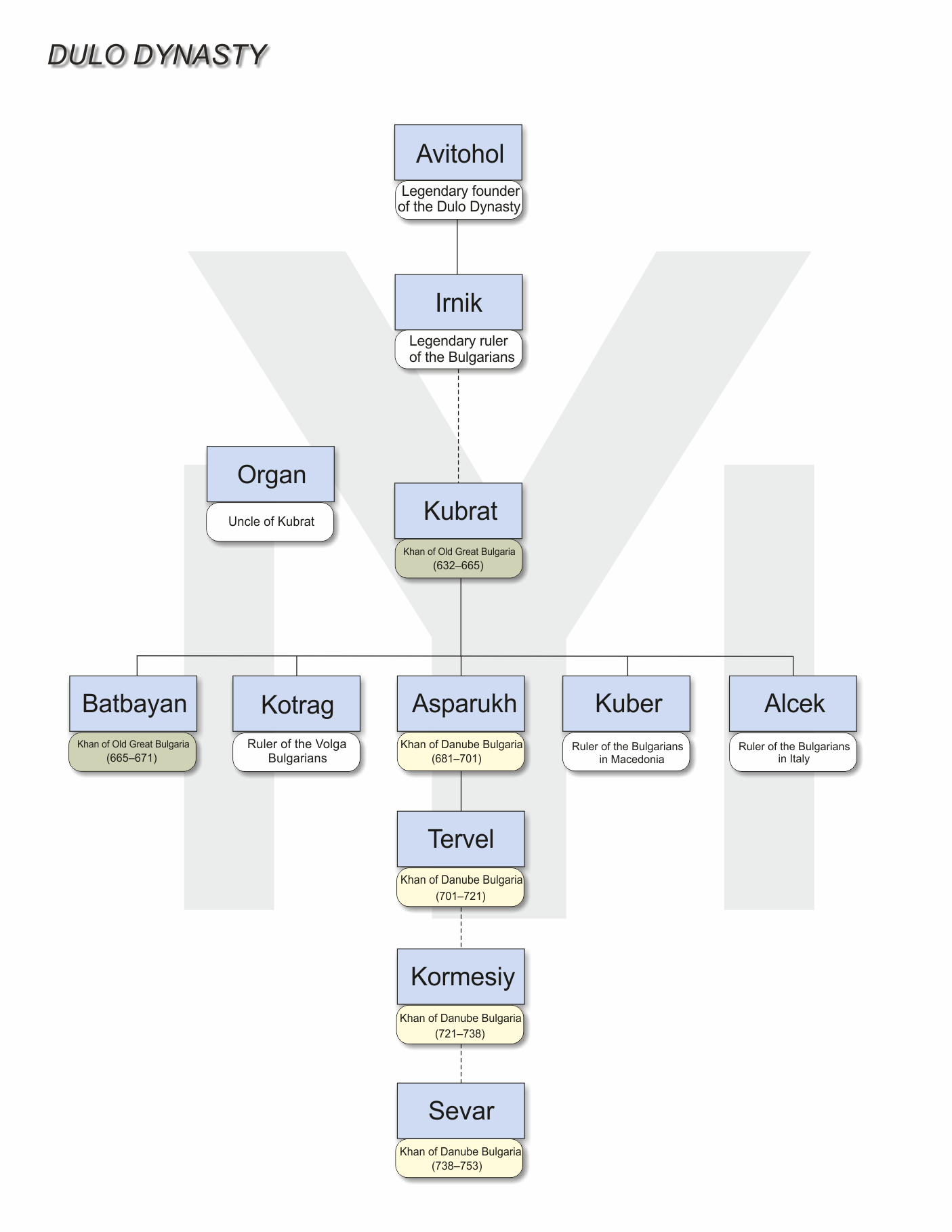
Généalogie des monarques bulgares de la famille Dulo (Kormisoch est le successeur de Sevar).

L'Annuaire des Khans proto-bulgares, une liste médiévale des souverains du Premier Empire bulgare, mentionne le règne de Kormisoch du 9e mois de la 62e année lunaire au 1er mois de la 79e année lunaire, c'est-à-dire d'octobre 739 à septembre 756. En revanche, selon la chronologie produite par Moscov, il a régné de 737 à 754. Une autre chronologie situe la période du règne de Kormisoch entre 753 et 756, car l'année 753 est parfois donnée comme la fin du règne de Sevar, prédécesseur de Kormisoch.

## Titre
Bien que la liste soit désignée comme l'Annuaire des khans proto-bulgares, le titre de khan n'est attribué à aucun souverain. Seul Asparukh et ses cinq prédécesseurs, sont appelés princes (soi-disant knèze, en bulgare : Принц).